# Flindersia ifflaiana
Espèce
Synonymes
- Flindersia brachycarpa Merr. & L.M.Perry[1]

Statut de conservation UICN

 EN A2cd, B1+2c : En danger
Flindersia ifflaiana est une espèce de plantes de la famille des Rutaceae.

## Publication originale
- Fragmenta Phytographiæ Australiæ 10: 94. 1877.